# Skou Gruppen
Skou Gruppen A/S er en dansk bygge- og håndværksvirksomhed, som er specialiseret i murer, tømrer og snedkerarbejde. Virksomheden blev etableret i 2002 og er lokaliseret i Hørsholm. I 2024 havde Skou Gruppen A/S ca. 120 ansatte og en årsomsætning på 346 mio. kroner.